# Desa Sambeng (administrativ by i Indonesien, Jawa Tengah, lat -7,05, long 109,35)
Desa Sambeng är en administrativ by i Indonesien.   Den ligger i provinsen Jawa Tengah, i den västra delen av landet, 290 km öster om huvudstaden Jakarta.